# Irina Press
Irina Natanovna Press (10 mars 1939, Kharkov - 22 février 2004) est une ancienne athlète soviétique, spécialiste du 80 m haies, des années 60. Avec sa sœur aînée Tamara, elle formait le duo des sœurs Press qui a gagné presque tout ce qui pouvait être gagné.
Aux Jeux olympiques d'été de 1960 à Rome, Irina remporta l'or sur 80 m haies. Quatre ans plus tard, elle remporta l'or dans la nouvelle discipline qu'était alors le pentathlon.

## Polémique des sœurs Press
Les deux sœurs sont la source d'une polémique sur leur genre sexuel, dans le contexte de ce qu'elles représentaient pour l'URSS. Voir polémique des sœurs Press.

## Après le sport
Après que la fédération soviétique eut retiré leurs candidatures des championnats d'Europe de 1966 car un test y était introduit pour la première fois, toutes deux commencèrent une nouvelle carrière professionnelle. Irina s'engagea dans les troupes de frontière du KGB et devint officier. Elles occupent ensuite des fonctions honorifiques au bureau des sports russes.

## Palmarès

### Jeux olympiques d'été
- 1960 à Rome ( Italie)
  - non partant sur 100 m
  -  Médaille d'or sur 80 m haies
  - 4e en relais 4 × 100 m
- 1964 à Tokyo ( Japon)
  - 4e sur 80 m haies
  - 6e au lancer du poids
  -  Médaille d'or au pentathlon

### Jeux européens en salle
- 1966 à Dortmund ( Allemagne de l'Ouest)
  -  Médaille d'or sur 60 m haies
  - 4e au lancer du poids